# تاب أوت
تاب أوت (بالإنجليزية: Tapout)‏ هي شركة أمريكية متعددة الجنسيات تصمم وتصنع الملابس الرياضية والملابس غير الرسمية والإكسسوارات ومقرها في غراند تيرراسي، كاليفورنيا. كانت أكبر موزع لبضائع فنون القتال المختلطة في العالم بحلول عام 2007، وأصبحت واحدة من العلامات التجارية المهيمنة في الملابس الرياضية وثقافة اللياقة البدنية.

## وصلات خارجية
- الموقع الرسمي